# Jack Owen
Jack Owen (Buffalo, 6 dicembre 1967) è un chitarrista statunitense.
È un chitarrista heavy metal conosciuto soprattutto per il suo lavoro nel death metal. È stato uno dei membri fondatori dei Cannibal Corpse.

## Biografia
Owen ha suonato la chitarra nei Beyond Death con il bassista Alex Webster per poi incontrarsi con Chris Barnes, Bob Rusay e Paul Mazurkiewicz. Tutti e cinque insieme formarono i Cannibal Corpse. Nei Cannibal Corpse Owen ha scritto Decency Defied, Dormant Bodies Bursting, Gallery of Suicide e The Spine Splitter. È stato con la band fin dalla loro formazione nel 1988 fino al 2004 quando ha abbandonato il gruppo per dedicarsi totalmente al suo progetto Adrift. Dopo questo anno però è stato reclutato dai Deicide, un'altra influente e famosa band death metal floridiana con la quale ha registrato tre album. Nel 2017, dopo la sua uscita dai Deicide, è stato annunciato il suo ingresso nei Six Feet Under, band death metal di Chris Barnes, cofondatore assieme a lui della sua storica band Cannibal Corpse.

## Discografia

### Con i Cannibal Corpse
- 1989 – Cannibal Corpse (EP)
- 1990 – Eaten Back to Life
- 1991 – Butchered at Birth
- 1992 – Tomb of the Mutilated
- 1993 – Hammer Smashed Face (EP)
- 1994 – The Bleeding
- 1996 – Vile
- 1998 – Gallery of Suicide
- 1999 – Bloodthirst
- 2002 – Worm Infested
- 2000 – Live Cannibalism (album dal vivo)
- 2002 – Gore Obsessed
- 2003 – 15 Year Killing Spree (box-set)
- 2004 – The Wretched Spawn
- 2017 – Red Before Black (chitarra nei brani No Remorse, Bethany Home (A Place To Die), Endless Pain e Behind Bars presenti nel secondo disco dell'edizione limitata)

### Con i Deicide
- 2006 -When London Burns 29.11.2004 in london mean fiddler (dvd)
- 2006 – The Stench of Redemption
- 2007 – Doomsday L.A. (video)
- 2008 – Till Death Do Us Part
- 2011 – To Hell with God
- 2013 – In the Minds of Evil

### Altri
- 1987 – Beyond Death – A Slice Of Death (demo)
- 1988 – Beyond Death – Yuk Fou (demo)
- 2009 – Attack – Fade Away (chitarra solista)
- 2011 – Grave Descent – Grave Descent

### Collaborazioni e partecipazioni
- 1996 – Artisti Vari – Guitars That Rule The World Vol. 2: Smell The Fuzz/The Superstar Guitar Album (chitarra nel brano Explosion con gli Unheard Of e i The Death Metal Summit)
- 2013 – Tennessee Murder Club – Human Harvest (chitarra nel brano The Pact)
- 2016 – Warfather – The Grey Eminence (chitarra solista nel brano Fair And Final Warning)
- 2019 – Serpents Whisper – Divine Manipulation (singolo)